# Perte de charge
En mécanique des fluides, la perte de charge correspond à la dissipation de l’énergie mécanique d’un fluide en mouvement entre deux points d'une canalisation, ou à travers un équipement (vanne, coude etc), du fait des frottements du fluide sur les parois et sur lui-même. Cette énergie mécanique se transforme en chaleur par frottement. Cette dissipation d'énergie conduit à une perte de pression totale le long du réseau.  
On note {\displaystyle \Delta P} la perte de pression totale entre deux points. Pour les liquides, il est courant d'exprimer cette perte de pression totale par une perte de hauteur totale {\displaystyle \Delta H}, exprimée alors en mètres de colonne fluide. Ces deux notations sont strictement équivalentes avec la relation :  
{\displaystyle \Delta P=\rho g\Delta H}
avec:
- ΔP: Perte de pression totale (en pascal).
- ΔH: Perte de hauteur totale (en mètre).
- {\displaystyle \rho } est la masse volumique du fluide en kg m−3.
- {\displaystyle g} est l'accélération de pesanteur en m s−2.

Les équations des pertes de charge distinguent :
- les pertes de charge régulières qui quantifient l'énergie perdue le long d'une canalisation rectiligne de section constante ;
- les pertes de charge singulières qui quantifient l'énergie perdue au passage de singularité (rétrécissements, élargissement, confluence, coudes, etc.).

Pour calculer la perte de charge globale d'un circuit, il faut donc additionner les pertes de charge régulières et les pertes de charge singulières :
{\displaystyle \Delta P_{globale}=\Delta P_{reguliere}+\Delta P_{singuliere}},

## Définition
Lorsque l'on est en présence de frottements, le théorème de Bernoulli ne s'applique plus et la charge n'est plus constante dans le circuit. On parle alors de perte de charge.
Pour les fluides incompressibles, on utilise alors le théorème de Bernoulli généralisé, incluant un terme de perte de charge, qui s'écrit :
{\displaystyle {\frac {v_{1}^{2}}{2g}}+z_{1}+{\frac {p_{1}}{\rho g}}={\frac {v_{2}^{2}}{2g}}+z_{2}+{\frac {p_{2}}{\rho g}}+\Delta H}
avec :
- {\displaystyle v} - vitesse du fluide [m s-1]
- {\displaystyle g} - accélération de la pesanteur [m s−2]
- {\displaystyle z} - Altitude [m]
- {\displaystyle p} - Pression [Pa]
- {\displaystyle \rho } - masse volumique du fluide [kg m−3]
- {\displaystyle \Delta H} - Perte de charge exprimée en mètre de colonne fluide [m]

Pour un fluide incompressible, à section du tube constante, la vitesse l'est également ; les altitudes "z" étant imposées. La perte de charge se traduit par une diminution de pression. La relation plus générale s'écrit :
{\displaystyle {\frac {v_{1}^{2}}{2g}}+z_{1}+{\frac {p_{1}}{\rho g}}={\frac {v_{2}^{2}}{2g}}+z_{2}+{\frac {p_{2}}{\rho g}}+{\frac {\Delta \mathrm {P} }{\rho g}}}
où
{\displaystyle \Delta \mathrm {P} =\rho \cdot g\cdot \Delta H}

## Les pertes de charge régulières
Les pertes de charge régulières sont générées par le frottement du fluide sur la paroi interne de la conduite tout au long de son passage.
Elles dépendent de :
- la longueur et du diamètre de la conduite (L en mètre) ;
- la viscosité du fluide ;

- la rugosité relative de la conduite ;

- la vitesse du fluide en circulation (donc du débit) (V en m/s).

### Équation de Darcy-Weisbach
Les pertes de charge régulières sont le plus souvent calculées à partir de l'équation de Darcy-Weisbach:
{\displaystyle \Delta H=\Lambda \,{\frac {\mathrm {L} }{\mathrm {D_{h}} }}\,{\frac {v^{2}}{2\,g}}}
avec :
- ΔH - perte de hauteur équivalente en mètre (hauteur de colonne de fluide équivalente) [m]
- Λ - coefficient de perte de charge (sans unité)
- v - vitesse moyenne du fluide dans le tuyau (m s-1)
- L - longueur du tuyau (m)
- Dh - diamètre hydraulique (m), défini par  {\displaystyle \mathrm {D_{h}} ={\tfrac {4\mathrm {S} }{\mathrm {P_{m}} }}}
 S étant la section du tuyau et Pm le périmètre mouillé
- g - accélération de la pesanteur (m s-2).

La valeur du coefficient Λ se trouve dans des abaques spécifiques, appelés le diagramme de Moody ou la Harpe de Nikuradze, pour chaque configuration de canalisation. Il s'agit le plus souvent de graphiques exprimant la valeur de Λ en fonction du nombre de Reynolds de l'écoulement, pour différentes valeurs de rugosité relative. La valeur du coefficient de frottement peut être déduite à partir d'équations, comme montré ci-après en fonction du régime (valeur du nombre de Reynolds). L'ouvrage de référence utilisé par les hydrauliciens est le « memento des pertes de charge par I.E IDEL'CIK ». [1] 
En utilisant les unités données ci-dessus, la perte de charge est une hauteur, le plus souvent transformée en hauteur d'eau équivalente. En multipliant cette hauteur, le terme de droite de l'équation, par la masse volumique du fluide ρ (en kg/m3) et par {\displaystyle g}, on obtient la pression équivalente (en Pa ou N/m2). D'où la formule générale :
{\displaystyle \rho \cdot g\cdot \Delta H=\Delta \mathrm {P} =\Lambda \,\cdot {\frac {\mathrm {L} }{\mathrm {D_{h}} }}\,\cdot {\frac {\rho \cdot v^{2}}{2\,}}}
Nous retrouvons la formule citée dans l'introduction.

### Coefficient de frottement dans le cas d'un régime laminaire
Dans le cas d'un écoulement de Poiseuille, l'approximation conventionnelle du coefficient de frottement est définie par :
{\displaystyle \Lambda ={\frac {64}{\mathrm {Re} }}}
Cette relation est applicable pour des nombres de Reynolds allant de 0 à 2 300.
Il est possible d'adapter cette formule selon la forme du tuyau.

### Coefficient de frottement dans le cas d'un régime turbulent
De façon générale, le coefficient de frottement peut être déterminé à l'aide de l'équation de Colebrook. Celle-ci se présente sous la forme d'une équation implicite :
{\displaystyle {\frac {1}{\sqrt {\Lambda }}}=-2\log({\frac {2.51}{Re{\sqrt {\Lambda }}}}+{\frac {\epsilon }{3.71D}})}
Cette équation peut être exprimée selon que l'écoulement est turbulent lisse ou rugueux.
L'équation de Prandtl est valable pour un écoulement turbulent lisse (Prandtl-Von Karman, 1934) :
{\displaystyle {\frac {1}{\sqrt {\Lambda }}}=2\ \log(\mathrm {Re} {\sqrt {\Lambda }})-0{,}8}
Pour des nombres de Reynolds allant de 4 000 à 100 000 on peut utiliser la corrélation de Blasius (1911) :
{\displaystyle \Lambda =0{,}3164\cdot \mathrm {Re} ^{-0{,}25}}
Pour les nombres de Reynolds allant de 2 300 à 4 000, il convient de prendre une valeur moyenne entre celles fournies par les deux formules ou d'utiliser un abaque, par exemple donné dans le mémento des pertes de charge I.E IDEL'CIK traduit du russe par Mme M. MEURY[réf. non conforme].

## Les pertes de charge singulières
Les pertes de charge singulières sont dues aux variations géométriques de la section de la conduite, accidentelles ou pas. On compte donc les changements de direction (coudes, raccords en T), les réductions de section, les vannes ou robinets, ...
Les pertes de charge singulières se produisent quand il y a perturbation de l'écoulement normal par décollement du fluide des parois ou par formation de tourbillons. 
La formule utilisée est :
{\displaystyle \Delta \mathrm {P} =\Lambda \,\cdot {\frac {\rho \cdot v^{2}}{2\,}}}
avec : 
ΔP: perte de charge singulière en pascal (Pa)  
Λ : coefficient de perte de charge singulière
ρ : masse volumique du fluide [kg/m3]
v : vitesse du fluide [m/s]
Tout comme pour les pertes de charge régulières, la valeur du coefficient Λ se détermine à l'aide d'abaques. Il existe un abaque pour chaque type de perte de charge singulière. L'ouvrage de référence est le memento des pertes de charge I.E IDEL'CIK, traduit du russe par Mme M.MEURY[1]. Par exemple un coude à 90° d'un tube produit la même perte de charge que 5 m de longueur droite d'un tube de diamètre identique.

## Solution logicielle
De nombreux logiciels permettent de modéliser des pertes de charge pour toutes les formes de canalisation et d'écoulement. Il s'agit de simulation à une dimension (1D) : le logiciel utilise les abaques et les formules citées ci-dessus.
Pour des écoulement plus complexes, de la simulation numérique 3D peut être utilisée.